# The Razor's Edge

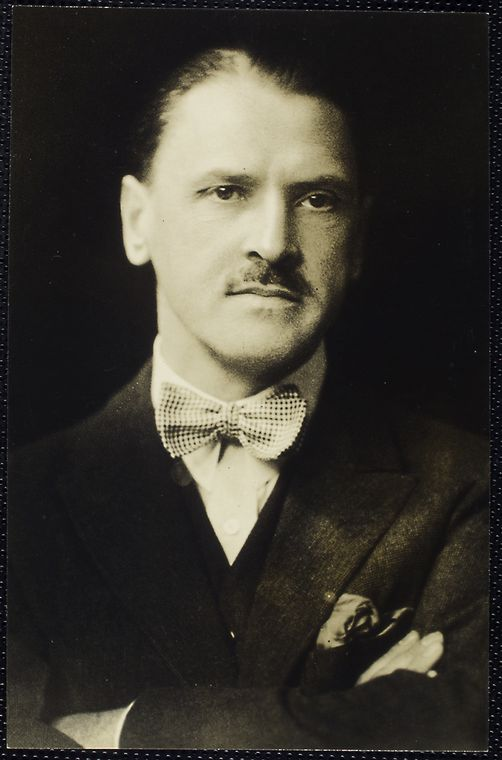
William Somerset Maugham, autor de The Razor's Edge

The Razor's Edge (O Fio da Navalha, em português) é um romance do escritor William Somerset Maugham, publicado em 1944. O livro se tornou um dos mais vendidos da carreira de Maugham, sendo adaptado por Hollywood duas vezes para o cinema: a primeira em 1946, obtendo grande sucesso, e a segunda, não tão bem-sucedida, em 1984. Neste livro, Somerset Maugham criou um dos mais fascinantes personagens do seu vasto legado literário[carece de fontes?].

## Sinopse
A vida do aviador Larry Darrell muda para sempre quando um amigo e colega de combate morre ao tentar salvá-lo. O inexorável mistério da morte leva-o a questionar o significado último da frágil condição humana e a embarcar numa obstinada e redentora odisseia espiritual.